# Pycnoplinthus
Pycnoplinthus é um género botânico pertencente à família Brassicaceae.